# Variante de baschet

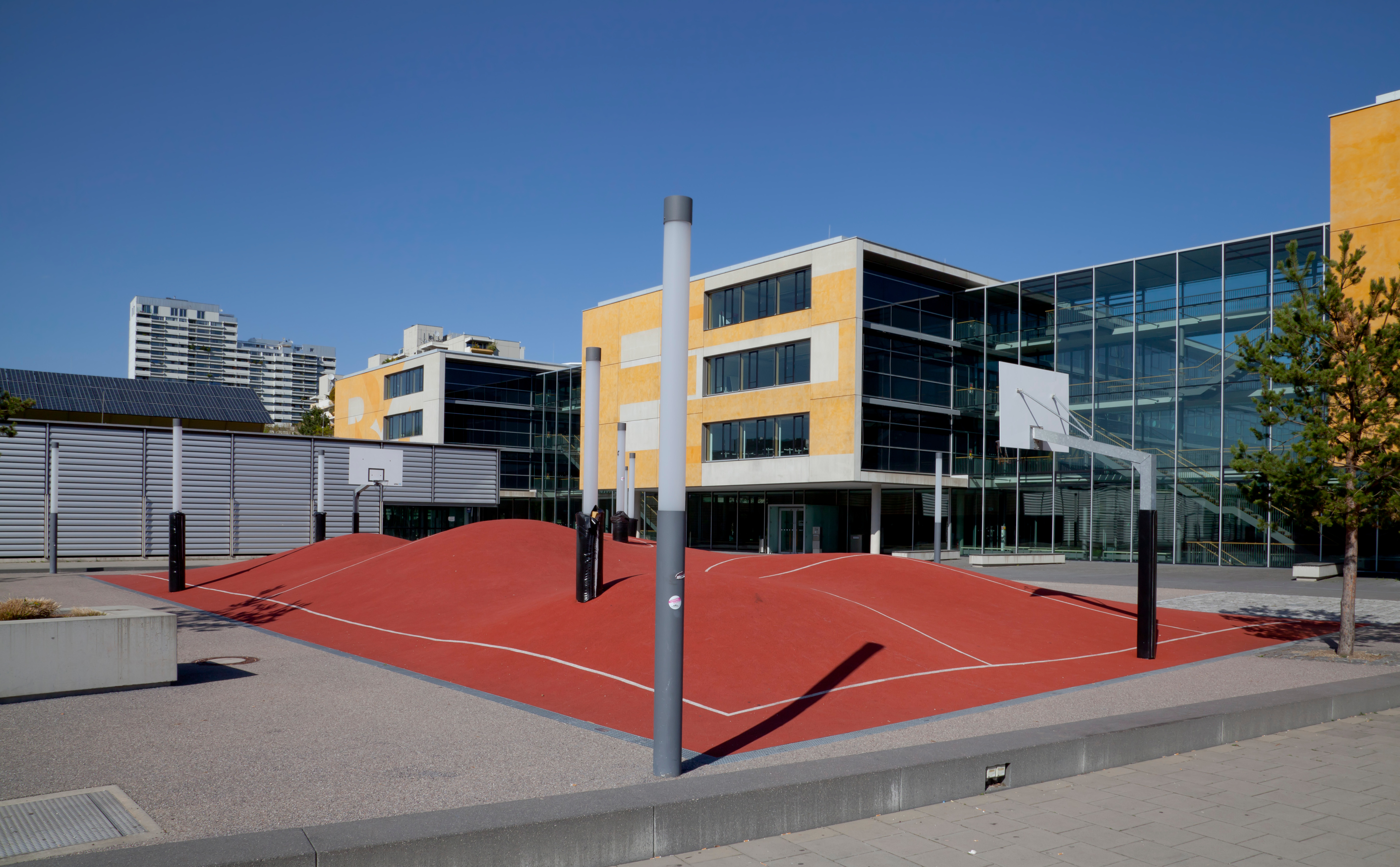

Variante de baschet sunt jocuri sau activități bazate pe sau asemănătoare cu jocul de baschet, în care jucătorul folosește abilități obișnuite în baschet. Unele dintre ele sunt identice cu cele din baschet, cu câteva schimbări minore ale regulilor, în timp ce altele sunt mai îndepărtate și nu sunt simple variante, ci jocuri distincte. Alte variante includ jocurile pentru copii, concursuri sau activități care au intenția de a-l ajuta pe jucător să practice sau să își consolideze deprinderile, care pot avea sau pot să nu aibă un aspect competițional. Majoritatea variantelor sunt jucate în decoruri neoficiale, fără prezența arbitrilor sau a altor persoane oficiale și uneori fără o aderare strictă la regulile oficiale de joc.